# قرار مجلس الأمن التابع للأمم المتحدة رقم 934
قرار مجلس الأمن التابع للأمم المتحدة رقم 934، المتخذ بالإجماع في 30 حزيران / يونيو 1994، بعد إعادة التأكيد على القرارات 849 (1993)، 854 (1993)، 858 (1993)، 876 (1993)، 881 (1993)، 892 (1993)، 896 (1994)، 901 (1994) و906 (1994)، أشار المجلس إلى المحادثات بين أبخازيا وجورجيا، ومدد ولاية بعثة مراقبي الأمم المتحدة في جورجيا حتى 21 يوليو 1994.
ولاحظ المجلس بارتياح المساعدة المقدمة من رابطة الدول المستقلة في منطقة الصراع بالتنسيق مع بعثة مراقبي الأمم المتحدة في جورجيا. وطُلب من الأمين العام تقديم تقرير عن المناقشات بين بعثة مراقبي الأمم المتحدة في جورجيا والأطراف وقوة حفظ السلام التابعة لرابطة الدول المستقلة بشأن ترتيبات التنسيق بين بعثة مراقبي الأمم المتحدة في جورجيا الموسعة وقوة حفظ السلام التابعة لرابطة الدول المستقلة. وسيُنظر أيضا في التوصيات المتعلقة بتوسيع بعثة مراقبي الأمم المتحدة في جورجيا.
اعترف القرار باتفاق وقف إطلاق النار وفصل القوات الذي تم التوصل إليه في موسكو في 14 مايو 1994.

## روابط خارجية
- نص القرار في undocs.org